# Nephodia perpusilla
Nephodia perpusilla är en fjärilsart som beskrevs av W. Warren 1907. Nephodia perpusilla ingår i släktet Nephodia och familjen mätare. Inga underarter finns listade i Catalogue of Life.